# Giōrgos Kōnstantī
Giōrgos Kōnstantī (in greco: Γιώργος Κωνσταντή; Limisso, 19 settembre 1980) è un ex calciatore cipriota, di ruolo difensore o centrocampista.

## Carriera

### Club
Ha giocato nella massima serie dei campionati cipriota e greco.

### Nazionale
Ha esordito con la nazionale cipriota nel 2002.

## Palmarès

### Club

#### Competizioni nazionali
- Supercoppa di Cipro: 1

Omonia: 2005